# ジョルダン (企業)
ジョルダン株式会社は、日本の東京都新宿区に本社を置くソフトウェア開発企業。携帯コンテンツ事業がメインであるが、旅行業も手掛ける。会社名は、19世紀フランスの数学者のカミーユ・ジョルダンに由来する。

## 沿革
- 1979年（昭和54年） 株式会社ジョルダン情報サービス設立。
- 1989年（平成元年） 現社名に改称。
- 2003年（平成15年） 大阪証券取引所ヘラクレス市場（現・ジャスダック）上場。
- 2003年（平成15年）7月9日 第1種登録旅行業第1678号を取得[2]。
- 2012年（平成24年）6月 Jorudan Transit Directory, Inc.設立。
- 2013年（平成25年）4月 株式会社グルメぴあネットワークを吸収合併。
- 2014年（平成26年）7月 株式会社悟空出版設立。

## 製品

### ソフト
- 乗換案内シリーズ - Google マップの経路案内にも使用

### ゲーム
- フリスキー・トム - 販売は日本物産[3]。
- クレイジー・クライマー - 日本物産との共同開発。
- ムーンクレスタ
- アルバレスタ - 販売はセタ。
- メタフォックス - 販売はセタ。1989年度裏ゲーメスト大賞受賞作。
- ハイドライド 3(ファミリーコンピュータ用ソフト)
- ガデュリン - 販売はセタ。
- ひとりでできるもん！ クッキング伝説(ゲームボーイ用ソフト)
- 超攻合神サーディオン(スーパーファミコン用ソフト)
- エイリアンVSプレデター(スーパーファミコン用ソフト)
- みんなのDSフットサル
- THE営業道
- ハムスター倶楽部シリーズ
- ファンシーポケット
- 1on1
- 星のまほろば
- 女番社長レナWii
- 対決！ウルトラヒーロー（ゲームボーイアドバンス用ソフト）
- 昭和おもいで探しゲーム冒険少年クラブ画報 (PlayStation 2用ソフト:SLPS25279)
- からかい勝負の高木さん（スマートフォン向けアプリ）-原作：からかい上手の高木さん

### DVD
- アニミュージック2

## サービス
- ジョルダントラベル
  - ジョルダン（乗換案内トラベル）クーポン
  - ジョルダン宿泊予約サービス（今夜の宿）

国際航空運送協会 (IATA, International Air Transport Association) 公認代理店

### 携帯コンテンツ
- あさよむ
- ハムスター倶楽部
- 乗換案内NEXT
- AD乗換案内
- 読書の時間

### マルチメディア事業
- ニュースサイトやスマートフォン向けアプリケーション等のコンテンツの提供

### 法人向けサービス
- MovEasy - バス・鉄道事業者向けに時刻・運賃検索のWebサービスを提供している。
  - 岩手県交通
  - 近江鉄道バス
  - 京阪バス
  - 阪急バス
  - 阪神バス
  - 近鉄バス
  - 南海りんかんバス
  - 全但バス
  - 両備グループ
  - 福岡市地下鉄